# كاميرون بويس (لاعب كريكت)
كاميرون بويس (27 يوليو 1989 في أستراليا - ) (بالإنجليزية: Cameron Boyce)‏ هو لاعب كريكت أسترالي. لعب مع فريق كوينسلاند للكريكت ‏ وAdelaide Strikers ‏ وHobart Hurricanes ‏ وMelbourne Renegades ‏.

## وصلات خارجية
- كاميرون بويس على موقع إي آس بي آن كريك إنفو (الإنجليزية)